# Kiss Me, Kate
Kiss Me, Kate è un musical con le musiche e testi di Cole Porter e libretto di Samuel e Bella Spewack. Debuttato al New Century Theatre di Broadway nel 1948, fu il primo spettacolo a vincere il Tony Award come miglior musical, nel 1949. Lo spettacolo racconta la vicenda di due attori che un tempo erano marito e moglie, e che si trovano a recitare a Broadway nella versione musicale della commedia shakespeariana La bisbetica domata, con l'ovvia nascita di bisticci e ripicche. Il tutto prende una piega ancora peggiore quando entrano in scena alcuni gangster creditori del produttore dello spettacolo.

## Trama

### Atto I
Il cast di un adattamento musicale de La bisbetica domata di Shakespeare sta facendo le prove in vista della prima (Another Op'nin', Another Show). L'egocentrico Fred Graham è regista, produttore e primattore del musical e la sua ex moglie, Lilli Vanessi, è la Caterina del suo Petruchio. I due litigano costantemente e Lilli, in particolare, è indispettita dal fatto che l'ex stia cercando di sedurre la giovane Lois Lane, che interpreta Bianca. Dopo le prove Bill Calhoun, fidanzato di Lois, arriva a teatro: è in ritardo perché ha scommesso forti somme con dei gangster e ha firmato una cambiale da 10000$ a nome di Fred; venutolo a sapere, Lois rimprovera il fidanzato (Why Can't You Behave). Prima della prima, Fred e Lilli si incontrano e la donna, dopo aver ricordato all'ex che è l'anniversario del loro divorzio, gli mostra l'anello di fidanzamento donatale dal suo nuovo amore, Harrison Howell. I due ricordano l'operetta in cui si incontrarono e danzano sulle note del loro numero in quello spettacolo (Wunderbar). Due gangster vengono a teatro per riscuotere la somma e Fred nega di aver mai fatto una cosa del genere; i due allora gli concedono del tempo per "ricordarsi" della sua scommessa. Lilli riceve un mazzo di fiori da Fred e confessa a se stessa di essere ancora innamorata di lui (So in Love). Tuttavia, i fiori non erano per lei, ma per Lois: per evitare che l'ex moglie lo scopra, Fred si vuole far ridare il biglietto allegato ai fiori, ma l'attrice porta la busta con sé sul palco, con la promessa di leggerlo dopo lo spettacolo.
Inizia quindi lo spettacolo (We Open in Venice): Battista, il padre di Caterina e Bianca, non permetterà alla figlia minore di sposarsi prima che la maggiore, l'acida Caterina, abbia trovato marito. Tre pretendenti, Lucentio, Ortensio e Gremio, provano a conquistare Bianca e la donna pondera la decisione (Tom, Dick, or Harry). Petruchio, un amico di Lucentio, viene in città per sposare una donna facoltosa (I've Come to Wive It Wealthily in Padua). Le speranze di sposarsi di Bianca sono frustrate dal carattere di Caterina, che ribadisce il suo odio per gli uomini (I Hate Men). Mentre sul palco Petruchio prova a conquistare Caterina (Were Thine That Special Face), dietro le quinte Lilli legge il biglietto e si sente umiliata. Tornata in scena, Lilli/Caterina picchia Fred/Petruchio, che prova a rimanere nel personaggio; nel musical, Battista dà Caterina in sposa a Petruchio. Lilli intanto continua a colpire Fred, che la sculaccia; tornati dietro le quinte, Lilli annuncia di voler lasciare lo spettacolo. I gangster sono tornati a teatro e Fred li informa che se Lilli lascerà il musical lo spettacolo sarà un fiasco e lui non potrà restituire loro i soldi: i due criminali allora costringono Lilli a tornare sul palco; intanto, in scena, Bianca e Lucentio cantano We Sing of Love (Cantiamo D'Amore).
Il sipario si apre sulla scena del matrimonio di Caterina e Petruchio, mentre in scena i gangster, vestiti da personaggi shakespeariani, si assicurano che Lilli non scappi; il prete li dichiara marito e moglie, ma Lilli rifiuta di baciare Fred. L'attore allora se la mette in spalla per portarla fuori scena, mentre lei lo prende a pugni sulla schiena (Kiss Me, Kate).

### Atto II
Durante l'intervallo, cast e tecnici si rilassano nel vicolo dietro al teatro e Paul, l'assistente di Fred, si lamenta che c'è troppo caldo pure per amoreggiare (Too Darn Hot). Lo spettacolo va avanti e Petruchio rimpiange la vita da scapolo mentre cerca di rendere Caterina più mansueta (Where Is the Life That Late I Led?). Harrison Howell, intanto, arriva a teatro per vedere la fidanzata Lilli; qui incontra Lois e si scopre che i due sono stati amanti, ma l'attrice promette all'uomo di non dirlo alla primadonna. Anche se fidanzata, Lois è ancora innamorata di Harrison (Always True to You in My Fashion). Trovato il fidanzato, Lilli prova a dirgli che due criminali la stanno trattenendo sul palco, ma Harrison non le crede e vuole parlare del matrimonio. Fred li sente ed insinua con Lilli che la sua vita con Harrison sarà una noia, specie se le farà abbandonare le scene. Bill intanto canta una canzone d'amore scritta per Lois (Bianca).
I gangster scoprono che il loro capo è stato ucciso e il debito di Fred è cancellato; l'attore intanto cerca di convincere l'ex moglie a non andarsene (So in Love, reprise). Intanto, per un disguido, i due criminali rimangono soli sul palco e improvvisano un numero musicale (Brush Up Your Shakespeare) in cui spiegano al pubblico come conquistare le donne con citazioni shakesperiane. Intanto il cast si prepara per la scena finale del matrimonio di Bianca e Lucentio, anche se manca un attore. Lilli torna sul palco giusto in tempo per la canzone finale di Caterina (I Am Ashamed That Women Are So Simple). Tramite i loro personaggi, Lilli e Fred si riconciliano sulla scena e nella vita e il sipario cala mentre si baciano appassionatamente (Kiss Me Kate, finale).

## Personaggi e interpreti principali
| Personaggio               | Broadway, 1948   | Altri interpreti |
| ------------------------- | ---------------- | --- |
| Lilli Vanessi (Katherine) | Patricia Morison | Stephanie J. Block, Ann Blyth, Meg Bussert, Carolee Carmello, Louise Gold, Anne Jeffreys, Lisa Kirk, Rebecca Lock, Lesli Margherita, Marin Mazzie, Nichola McAuliffe, Patrice Munsel, Kelli O'Hara, Chita Rivera, Alexandra Silber, Elizabeth Stanley, Inga Swenson, Rebecca Trehearn, Lisa Vroman, Hannah Waddingham, Rachel York |
| Fred Graham (Petruchio)   | Alfred Drake     | Keith Andes, Brent Barrett, Wayne Brady, Steve Burton, Will Chase, John Cullum, Adrian Dunbar, Robert Goulet, Marc Kudisch, Hal Linden, Brian Stokes Mitchell, John Raitt, Douglas Sills, Rex Smith, Chuck Wagner, Earl Wrightson                                                                                                  |
| Lois Lane (Bianca)        | Lisa Kirk        | Elizabeth Allen, Kitty Carlisle, Louise Dearman, Helen Gallagher, Lesli Margherita, Karen Morrow, Amy Spanger, Issy van Randwyck, Julie Wilson |
| Bill Calhoun (Lucentio)   | Harold Lang      | Michael Berresse, Corbin Bleu, Andrew Burnap, Tim Flavin, Adam Garcia, Tyler Hanes, Cheyenne Jackson, Walter Long, Charlie Stemp, Marc Platt, Tony Yazbeck |
| Gangster 1                | Harry Clark      | Jesse White, John Bardon, David Burt, John Schuck |
| Gangster 2                | Jack Diamond     | Richard Kind, Clive Rowe, Emil Wolk |

## Produzioni principali
Dopo l'anteprima del 2 dicembre 1948 allo Shubert Theatre di Filadelfia, il musical debuttò il 30 dicembre 1948 al New Century Theatre di Broadway, con la regia di John C. Wilson e le coregografie di Hanya Holm. Il cast comprendeva Alfred Drake, Patricia Morison, Lisa Kirk, Harold Lang e Harry Clark. Grazie alla trama spumeggiante, ai meravigliosi numeri di ballo e alle splendide canzoni di Cole Porter (tra cui vanno ricordate So in Love e Too Darn Hot), quest'opera ottenne un trionfale consenso di pubblico, arrivando a 1 077 repliche, e di critica, tanto da aggiudicarsi cinque Tony Awards: al Miglior musical, al Miglior libretto di un musical, alla Migliore colonna sonora originale, Migliori costumi di un musical e Miglior produzione di un musical.
L'8 marzo 1951 ci fu la prima al London Coliseum, nel West End londinese, con Patricia Morison, Bill Johnson, Adelaide Hall e Julie Wilson, regia di Samuel Spewack, coreografie di Hanya Holm, rappresentato per 400 repliche.
Nel dicembre 1970 venne riproposto al Sadler's Wells Opera di Londra.
Nel 1956 ebbe la prima in lingua tedesca, tradotta da Marcel Prawy, alla Wiener Volksoper di Vienna. 
Nel 1999 Kiss Me, Kate fu riportato con successo a Broadway, con la regia di Michael Blakemore e le coreografie di Kathleen Marshall e Rob Ashford; tra gli interpreti figuravano, tra gli altri, Marin Mazzie, Brian Stokes Mitchell, Amy Spanger e Carolee Carmello.
Nel Regno Unito tornò nel 2001 a Londra con Brent Barrett e Mazzie, nel 2012 per la regia di Trevor Nunn con Hannah Waddingham a Chichester e poi all'Old Vic Theatre di Londra, nel 2015 al Grand Theatre di Leeds per l'Opera North ed in seguito a Newcastle upon Tyne, Città di Salford e Nottingham e nel 2016 per la Welsh National Opera al Wales Millennium Centre di Cardiff ed in seguito a Liverpool, Bristol, Oxford, Southampton e Llandudno. Nel 2019 tornò a Broadway con Kelli O'Hara nel ruolo di Lilli Vanessi, Will Chase nella parte di Fred e Corbin Bleu in quella di Bill.
In Italia Kiss Me, Kate! (Baciami, Caterina!) debuttò l'8 agosto 1959 nel Castello di San Giusto per il Teatro Verdi di Trieste, nell'ambito del X Festival dell'Operetta, con Sonja Mottl, Italo Tajo, Olive Moorefield, Ernesto Calindri, Loris Gizzi, Checco Rissone, Roberto Paoletti.

## Numeri musicali
Atto I
- Another Op'nin' Another Show
- Why Can't You Behave
- Wunderbar
- So in Love
- We Open in Venice
- Tom, Dick or Harry
- I've Come to Wive It Wealthily in Padua
- I Hate Men
- Were Thine That Special Face
- Cantiamo D'Amore
- Kiss Me, Kate

Atto II
- Too Darn Hot
- Where Is the Life That Late I Led?
- Always True to You (In My Fashion)
- Bianca
- So in Love (Reprise)
- Brush Up Your Shakespeare
- I Am Ashamed That Women Are So Simple
- Kiss Me, Kate (Reprise)

Numeri musicali non utilizzati o eliminati durante il rodaggio dello show
- It Was Great Fun the First Time (eliminata prima del debutto)
- If Ever Married I'm (eliminata prima del debutto, sostituita da Tom, Dick and Harry)
- Harlequin Ballerina (strumentale)
- We Shall Never Be Younger (scritta per lo spettacolo ma mai utilizzata)
- A Woman's Career (scritta per lo spettacolo ma mai utilizzata)
- What Does Your Servant Dream About? (scritta per lo spettacolo ma mai utilizzata)
- I'm Afraid, Sweetheart, I Love You (scritta per lo spettacolo ma mai utilizzata)

## Adattamento cinematografico
Dalla commedia musicale è tratto il film stereoscopico Baciami Kate! (Kiss Me Kate, 1953), diretto da George Sidney e interpretato da Kathryn Grayson e Howard Keel.

## Riconoscimenti
- Tony Award
  - 1949 – Miglior musical
  - 1949 – Miglior libretto di un musical a Samuel e Bella Spewack
  - 1949 – Migliore colonna sonora originale a Cole Porter
  - 1949 – Migliori costumi di un musical a Lemuel Ayers
  - 1949 – Miglior produzione di un musical a Saint Subber e Lemuel Ayers
  - 2000 – Miglior revival di un musical
  - 2000 – Miglior attore protagonista in un musical a Brian Stokes Mitchell
  - 2000 – Miglior regia di un musical a Michael Blakemore
  - 2000 – Miglior orchestrazione a Don Sebesky
  - 2000 – Migliori costumi di un musical a Martin Pakledinaz
- Drama Desk Award
  - 2000 – Miglior revival di un musical
  - 2000 – Miglior attore protagonista in un musical a Brian Stokes Mitchell
  - 2000 – Miglior regia di un musical a Michael Blakemore
  - 2000 – Miglior orchestrazione a Don Sebesky
  - 2000 – Migliore scenografia a Robin Wagner
  - 2000 – Migliori costumi di un musical a Martin Pakledinaz
  - 2019 – Migliore coreografia a Warren Carlyle
- Premio Laurence Olivier
  - 1988 – Miglior attore in un musical a John Bardon ed Emil Wolk
  - 1988 – Migliore attrice in un musical a Nichola McAuliffe
- Evening Standard Theatre Awards
  - 2002 – Miglior musical
- Drama League Award
  - 2019 – Miglior revival di un musical
- Outer Critics Circle Award
  - 2019 – Migliore coreografia a Warren Carlyle